# Pine Mountain Club (Kalifornija)
Pine Mountain Club je naseljeno područje za statističke svrhe u američkoj saveznoj državi Kalifornija. Prema popisu stanovništva iz 2010. u njemu je živjelo 2.315 stanovnika.